# Ivan Karaulov
Ivan Karaulov (né le 23 juin 1980) est un sauteur à ski kazakh.

## Palmarès

### Jeux Olympiques
| Épreuve / Édition | Turin 2006 |
| Petit Tremplin    | 46e        |
| Grand Tremplin    | 46e        |
| Par Equipes       | 12e        |

### Championnats du monde
| Épreuve / Édition | Épreuve / Édition | Oberstdorf 2005 | Sapporo 2007 | Liberec 2009 |
| Petit Tremplin    | Petit Tremplin    | 29e             |              |              |
| Grand Tremplin    | Grand Tremplin    | 35e             |              |              |
| Par Equipes       | PT                | 11e             |              |              |
| Par Equipes       | GT                | 11e             | 11e          | 12e          |

### Championnats du monde de vol à ski
| Épreuve / Édition | Planica 2010 |
| Individuel        | 36e          |

### Coupe du monde
- Meilleur classement final: 54e en 2006.
- Meilleur résultat: 15e.